# 尼皮萨特岛
尼皮萨特岛（意思為圓鰭魚，指的是岛屿的形状），是一座位於格陵蘭中西部凯卡塔市镇的一座無人島。

## 地理
該島主要生長矮小的灌木，矮樺樹，北極柳樹，排水良好的地衣和草本植物。